# Beach handball aux Jeux olympiques de la jeunesse de 2018
Navigation
Édition précédente Édition suivante
Les épreuves de beach handball aux Jeux olympiques de la jeunesse de 2018 ont lieu au Gimnasia y Esgrima de Buenos Aires de Buenos Aires, en Argentine, du 7 au 13 octobre 2018. Le beach handball remplace le handball des deux premières éditions des Jeux.

## Format de la compétition
La compétition de handball de plage des Jeux olympiques de la jeunesse d'été de Buenos Aires 2018 comprend des épreuves masculines et féminines. Les deux événements ont le même format et les mêmes règles.
Dans la ronde préliminaire (matches de groupe), il y a deux groupes de six équipes: les trois meilleures équipes de chaque groupe entrent dans le groupe de la ronde principale, tandis que les trois dernières équipes de chaque groupe jouent dans le groupe de la ronde de consolation. Les résultats des matches de la ronde préliminaire contre les équipes du même groupe sont reportés aux rondes principales et de consolation.
Dans les rondes principale et de consolation, les équipes ne disputeront des matchs que contre les nouvelles trois équipes de l’autre groupe ayant été sélectionnée à la suite de la ronde préliminaire.
Les quatre premières équipes du groupe de la ronde principale se qualifient pour les demi-finales, tandis que les deux dernières équipes jouent dans le match de classement 5-6.
Les équipes du groupe de ronde de consolation jouent les matchs de placement 7-8, 9-10 et 11-12 sur la base de leur classement dans le groupe de ronde de consolation.
Les vainqueurs des demi-finales jouent dans le match pour la médaille d'or et les perdants des demi-finales jouent dans le match pour la médaille de bronze

## Podiums
| Événement | Or | Argent | Bronze |
| --------- | --- | --- | --- |
| Garçons   | Espagne Domingo Jesús Luis Mosquera David Martínez Rodríguez Carlos González Villegas Sergio José Venegas Fernández Pau Ferré Andreu Guillermo García-Cabañas Carques Adrián Bandera Fernández Sergio Pérez Manzanares Pedro Rodríguez Serrano | Portugal Nuno Brito André Sousa Nuno Almeida Rafael Paul Salvador Salvador Diogo Ferreira Miguel Neves João Gonçalves André Silva | Argentine Nahuel Baptista Pérez José Basualdo Francisco Daudinot Reyes Nicolás Dieguez Elián Goux Nicolás Millet Alejo Novillo Tomás Páez Alarcón Julián Santos |
| Filles    | Argentine Lucila Balsas Caterina Benedetti Fiorella Corimberto Belén Aizen Carolina Ponce Zoe Turnes Gisella Bonomi Jimena Riadigos Rosario Soto                                                                                               | Croatie Petra Lovrenčević Saša Sladić Nika Vojnović Anja Vida Lukšić Rea Banić Mia Bošnjak Vanja Perenčević Mia Tupek Ana Malec   | Hongrie Gréta Hadfi Csenge Braun Sára Léránt Klaudia Pintér Rebeka Benzsay Dalma Mátéfi Dorottya Gajdos Réka Király Gabriella Landi                             |

## Compétitions

### Garçons
Phase préliminaire
|   | Équipe    | Pts | J | G | N | P | Bp  | Bc  | Diff |
| - | --------- | --- | - | - | - | - | --- | --- | ---- |
| 1 | Hongrie   | 10  | 5 | 5 | 0 | 0 | 209 | 189 | 20   |
| 2 | Espagne   | 8   | 5 | 4 | 0 | 1 | 220 | 163 | 57   |
| 3 | Thaïlande | 6   | 5 | 3 | 0 | 2 | 226 | 209 | 17   |
| 4 | Venezuela | 4   | 5 | 2 | 0 | 3 | 195 | 188 | 7    |
| 5 | Taipei    | 2   | 5 | 1 | 0 | 4 | 176 | 214 | -38  |
| 6 | Uruguay   | 0   | 5 | 0 | 0 | 5 | 157 | 220 | -63  |

|   | Équipe    | Pts | J | G | N | P | Bp  | Bc  | Diff |
| - | --------- | --- | - | - | - | - | --- | --- | ---- |
| 1 | Argentine | 10  | 5 | 5 | 0 | 0 | 220 | 187 | 33   |
| 2 | Croatie   | 8   | 5 | 4 | 0 | 1 | 210 | 158 | 52   |
| 3 | Portugal  | 6   | 5 | 3 | 0 | 2 | 214 | 149 | 65   |
| 4 | Italie    | 4   | 5 | 2 | 0 | 3 | 216 | 181 | 35   |
| 5 | Maurice   | 2   | 5 | 1 | 0 | 4 | 124 | 240 | -116 |
| 6 | Paraguay  | 0   | 5 | 0 | 0 | 5 | 141 | 210 | -69  |

|  | Qualifié pour le tour principal                                                                                        |
|  | Basculé en phase de consolation pour classement                                                                        |
|  | Pts points ; J joués ; G victoires ; N nuls ; P défaites BP buts marqués ; BC buts encaissés ; Diff différence de buts |

phase de qualification
|   | Équipe    | Pts | J | G | N | P | Bp  | Bc  | Diff |
| - | --------- | --- | - | - | - | - | --- | --- | ---- |
| 1 | Espagne   | 8   | 5 | 4 | 0 | 1 | 230 | 198 | 32   |
| 2 | Argentine | 6   | 5 | 3 | 0 | 2 | 235 | 225 | 10   |
| 3 | Portugal  | 4   | 5 | 2 | 0 | 3 | 194 | 187 | 7    |
| 4 | Croatie   | 4   | 5 | 2 | 0 | 3 | 195 | 210 | -15  |
| 5 | Thaïlande | 4   | 5 | 2 | 0 | 3 | 230 | 241 | -11  |
| 6 | Hongrie   | 4   | 5 | 2 | 0 | 3 | 202 | 225 | -23  |

|  | Qualifié pour la phase finale                                                                                          |
|  | Match de classement pour la 5e place                                                                                   |
|  | Pts points ; J joués ; G victoires ; N nuls ; P défaites BP buts marqués ; BC buts encaissés ; Diff différence de buts |

phase finale
|  |            |            |            |            |            |                               |    |        |        |        |        |        |
|  | 1/2 finale | 1/2 finale | 1/2 finale | 1/2 finale | 1/2 finale |                               |    | Finale | Finale | Finale | Finale | Finale |
|  |            |            |            |            |            |                               |    |        |        |        |        |        |
|  |            |            |            |            |            |                               |    |        |        |        |        |        |
|  | Argentine  |            | 20         | 16         | 8          |                               |    |        |        |        |        |        |
|  | Argentine  |            |            |            |            |                               |    |        |        |        |        |        |
|  | Portugal   |            | 18         | 22         | 9          |                               |    |        |        |        |        |        |
|  | Portugal   | Portugal   | 18         | 22         | 9          |                               | 14 | 18     | 6      |        |        |        |
|  |            |            |            |            |            |                               | 14 | 18     | 6      |        |        |        |
|  |            |            | Espagne    |            | 19         | 16                            | 9  |        |        |        |        |        |
|  | Espagne    |            | Espagne    | 20         | 19         | 16                            | 9  | 25     | 7      |        |        |        |
|  | Espagne    |            |            | 20         |            |                               |    | 25     | 7      |        |        |        |
|  | Croatie    |            | 23         | 18         | 6          |                               |    |        |        |        |        |        |
|  | Croatie    |            | 23         | 18         | 6          | Match pour la troisième place |    |        |        |        |        |        |
|  |            |            |            |            |            |                               |    |        |        |        |        |        |
|  |            |            |            |            |            |                               |    |        |        |        |        |        |
|  |            |            |            |            |            |                               |    |        |        |        |        |        |
|  | Argentine  |            | 17         | 20         |            |                               |    |        |        |        |        |        |
|  | Argentine  |            | 17         | 20         |            |                               |    |        |        |        |        |        |
|  | Croatie    |            | 14         | 18         |            |                               |    |        |        |        |        |        |

Matchs de classements
|   | Équipe    | Pts | J | G | N | P | Bp  | Bc  | Diff |
| - | --------- | --- | - | - | - | - | --- | --- | ---- |
| 1 | Venezuela | 10  | 5 | 5 | 0 | 0 | 224 | 135 | 89   |
| 2 | Italie    | 8   | 5 | 4 | 0 | 1 | 236 | 178 | 58   |
| 3 | Taipei    | 6   | 5 | 3 | 0 | 2 | 209 | 179 | 30   |
| 4 | Uruguay   | 2   | 5 | 1 | 0 | 4 | 192 | 227 | -35  |
| 5 | Paraguay  | 2   | 5 | 1 | 0 | 4 | 158 | 212 | -54  |
| 6 | Maurice   | 2   | 5 | 1 | 0 | 4 | 127 | 215 | -88  |

|  | Match de classement pour la 7e place                                                                                   |
|  | Match de classement pour la 9e place                                                                                   |
|  | Match de classement pour la 11e place                                                                                  |
|  | Pts points ; J joués ; G victoires ; N nuls ; P défaites BP buts marqués ; BC buts encaissés ; Diff différence de buts |

| Match pour la 5e place  | Match pour la 5e place | Match pour la 5e place | Match pour la 5e place |
| ----------------------- | ---------------------- | ---------------------- | ---------------------- |
| Thaïlande               | 20                     | 14                     | -                      |
| Hongrie                 | 27                     | 20                     | -                      |
| Match pour la 7e place  |                        |                        |                        |
| Venezuela               | 28                     | 25                     | -                      |
| Italie                  | 18                     | 20                     | -                      |
| Match pour la 9e place  |                        |                        |                        |
| Taipei                  | 12                     | 18                     | 12                     |
| Uruguay                 | 16                     | 17                     | 10                     |
| Match pour la 11e place |                        |                        |                        |
| Paraguay                | 23                     | 16                     | -                      |
| Maurice                 | 14                     | 12                     | -                      |

### Fille
Phase préliminaire
|   | Équipe            | Pts | J | G | N | P | Bp  | Bc  | Diff |
| - | ----------------- | --- | - | - | - | - | --- | --- | ---- |
| 1 | Hongrie           | 10  | 5 | 5 | 0 | 0 | 228 | 123 | 105  |
| 2 | Croatie           | 8   | 5 | 4 | 0 | 1 | 169 | 102 | 67   |
| 3 | Taipei            | 6   | 5 | 3 | 0 | 2 | 220 | 138 | 82   |
| 4 | Russie            | 4   | 5 | 2 | 0 | 3 | 230 | 168 | 62   |
| 5 | Samoa américaines | 2   | 5 | 4 | 0 | 4 | 91  | 213 | -122 |
| 6 | Maurice           | 10  | 5 | 0 | 0 | 5 | 42  | 236 | -194 |

|   | Équipe    | Pts | J | G | N | P | Bp  | Bc  | Diff |
| - | --------- | --- | - | - | - | - | --- | --- | ---- |
| 1 | Pays-Bas  | 10  | 5 | 5 | 0 | 0 | 214 | 119 | 95   |
| 2 | Argentine | 8   | 5 | 4 | 0 | 1 | 186 | 121 | 65   |
| 3 | Paraguay  | 6   | 5 | 3 | 0 | 2 | 141 | 170 | -29  |
| 4 | Venezuela | 4   | 5 | 2 | 0 | 3 | 177 | 170 | 7    |
| 5 | Turquie   | 2   | 5 | 4 | 0 | 4 | 136 | 183 | -47  |
| 6 | Hong Kong | 10  | 5 | 0 | 0 | 5 | 89  | 180 | -91  |

|  | Qualifié pour le tour principal                                                                                        |
|  | Basculé en phase de consolation pour classement                                                                        |
|  | Pts points ; J joués ; G victoires ; N nuls ; P défaites BP buts marqués ; BC buts encaissés ; Diff différence de buts |

phase de qualification
|   | Équipe    | Pts | J | G | N | P | Bp  | Bc  | Diff |
| - | --------- | --- | - | - | - | - | --- | --- | ---- |
| 1 | Pays-Bas  | 8   | 5 | 4 | 0 | 1 | 215 | 175 | 40   |
| 2 | Hongrie   | 8   | 5 | 4 | 0 | 1 | 192 | 172 | 20   |
| 3 | Argentine | 8   | 5 | 4 | 0 | 1 | 194 | 177 | 17   |
| 4 | Croatie   | 4   | 5 | 2 | 0 | 3 | 157 | 153 | 4    |
| 5 | Taipei    | 2   | 5 | 1 | 0 | 4 | 184 | 212 | -28  |
| 6 | Paraguay  | 0   | 5 | 0 | 0 | 5 | 115 | 168 | -53  |

|  | Qualifié pour la phase finale                                                                                          |
|  | Match de classement pour la 5e place                                                                                   |
|  | Pts points ; J joués ; G victoires ; N nuls ; P défaites BP buts marqués ; BC buts encaissés ; Diff différence de buts |

phase finale
|  |            |            |            |            |                               |    |    |        |        |        |        |        |
|  | 1/2 finale | 1/2 finale | 1/2 finale | 1/2 finale | 1/2 finale                    |    |    | Finale | Finale | Finale | Finale | Finale |
|  |            |            |            |            |                               |    |    |        |        |        |        |        |
|  |            |            |            |            |                               |    |    |        |        |        |        |        |
|  | Hongrie    |            | 18         | 16         | 6                             |    |    |        |        |        |        |        |
|  | Hongrie    |            |            |            |                               |    |    |        |        |        |        |        |
|  | Argentine  |            | 20         | 12         | 7                             |    |    |        |        |        |        |        |
|  | Argentine  | Argentine  | 20         | 12         | 7                             |    | 14 | 18     |        |        |        |        |
|  |            |            |            |            |                               |    | 14 | 18     |        |        |        |        |
|  |            |            | Croatie    |            | 10                            | 16 |    |        |        |        |        |        |
|  | Pays-Bas   |            | Croatie    | 12         | 10                            | 16 | 16 |        |        |        |        |        |
|  | Pays-Bas   |            |            | 12         |                               |    | 16 |        |        |        |        |        |
|  | Croatie    |            | 19         | 18         |                               |    |    |        |        |        |        |        |
|  | Croatie    |            | 19         | 18         | Match pour la troisième place |    |    |        |        |        |        |        |
|  |            |            |            |            |                               |    |    |        |        |        |        |        |
|  |            |            |            |            |                               |    |    |        |        |        |        |        |
|  |            |            |            |            |                               |    |    |        |        |        |        |        |
|  | Hongrie    |            | 16         | 20         |                               |    |    |        |        |        |        |        |
|  | Hongrie    |            | 16         | 20         |                               |    |    |        |        |        |        |        |
|  | Pays-Bas   |            | 3          | 18         |                               |    |    |        |        |        |        |        |

Matchs de classements
|   | Équipe            | Pts | J | G | N | P | Bp  | Bc  | Diff |
| - | ----------------- | --- | - | - | - | - | --- | --- | ---- |
| 1 | Russie            | 10  | 5 | 5 | 0 | 0 | 229 | 77  | 152  |
| 2 | Venezuela         | 8   | 5 | 4 | 0 | 1 | 197 | 112 | 85   |
| 3 | Turquie           | 6   | 5 | 3 | 0 | 2 | 166 | 137 | 29   |
| 4 | Hong Kong         | 4   | 5 | 2 | 0 | 3 | 127 | 134 | -7   |
| 5 | Samoa américaines | 2   | 5 | 1 | 0 | 4 | 134 | 228 | -94  |
| 6 | Maurice           | 0   | 5 | 0 | 0 | 5 | 41  | 206 | -165 |

|  | Match de classement pour la 7e place                                                                                   |
|  | Match de classement pour la 9e place                                                                                   |
|  | Match de classement pour la 11e place                                                                                  |
|  | Pts points ; J joués ; G victoires ; N nuls ; P défaites BP buts marqués ; BC buts encaissés ; Diff différence de buts |

| Match pour la 5e place  | Match pour la 5e place | Match pour la 5e place | Match pour la 5e place |
| ----------------------- | ---------------------- | ---------------------- | ---------------------- |
| Taipei                  | 14                     | 16                     | -                      |
| Paraguay                | 26                     | 19                     | -                      |
| Match pour la 7e place  |                        |                        |                        |
| Russie                  | 19                     | 20                     | -                      |
| Venezuela               | 18                     | 19                     | -                      |
| Match pour la 9e place  |                        |                        |                        |
| Turquie                 | 18                     | 21                     | -                      |
| Hong Kong               | 7                      | 7                      | -                      |
| Match pour la 11e place |                        |                        |                        |
| Samoa américaines       | 7                      | 22                     | 4                      |
| Maurice                 | 19                     | 6                      | 0                      |